# Cítoliby
Cítoliby è un comune mercato della Repubblica Ceca facente parte del distretto di Louny, nella regione di Ústí nad Labem.